# Казе Лидора (Савона)
Казе Лидора је насеље у Италији у округу Савона, региону Лигурија.
Према процени из 2011. у насељу је живело 396 становника. Насеље се налази на надморској висини од 395 м.